# Municipio de Hayes (condado de Ida)
El municipio de Hayes (en inglés: Hayes Township) es un municipio ubicado en el condado de Ida en el estado estadounidense de Iowa. En el año 2010 tenía una población de 180 habitantes y una densidad poblacional de 1,94 personas por km².

## Geografía
El municipio de Hayes se encuentra ubicado en las coordenadas 42°15′22″N 95°22′49″O / 42.25611, -95.38028. Según la Oficina del Censo de los Estados Unidos, el municipio tiene una superficie total de 92.61 km², de la cual 92,59 km² corresponden a tierra firme y (0,01 %) 0,01 km² es agua.

## Demografía
Según el censo de 2010, había 180 personas residiendo en el municipio de Hayes. La densidad de población era de 1,94 hab./km². De los 180 habitantes, el municipio de Hayes estaba compuesto por el 98,89 % blancos, el 0,56 % eran asiáticos y el 0,56 % eran de una mezcla de razas. Del total de la población el 0 % eran hispanos o latinos de cualquier raza.